# تفنگ سه وضعیت ۳۰۰ متر

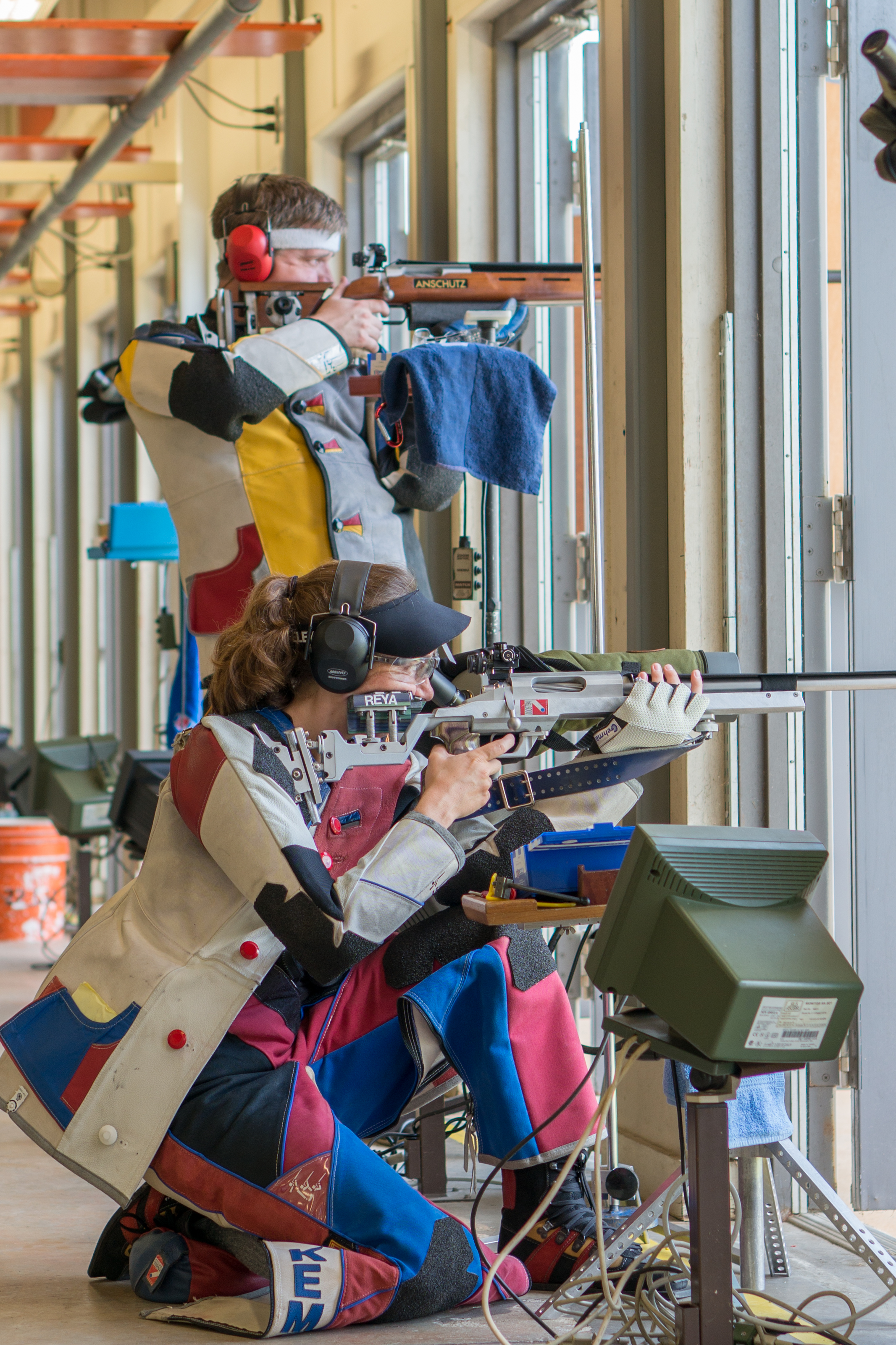
تیراندازی با تفنگ به صورت ایستاده و نشسته

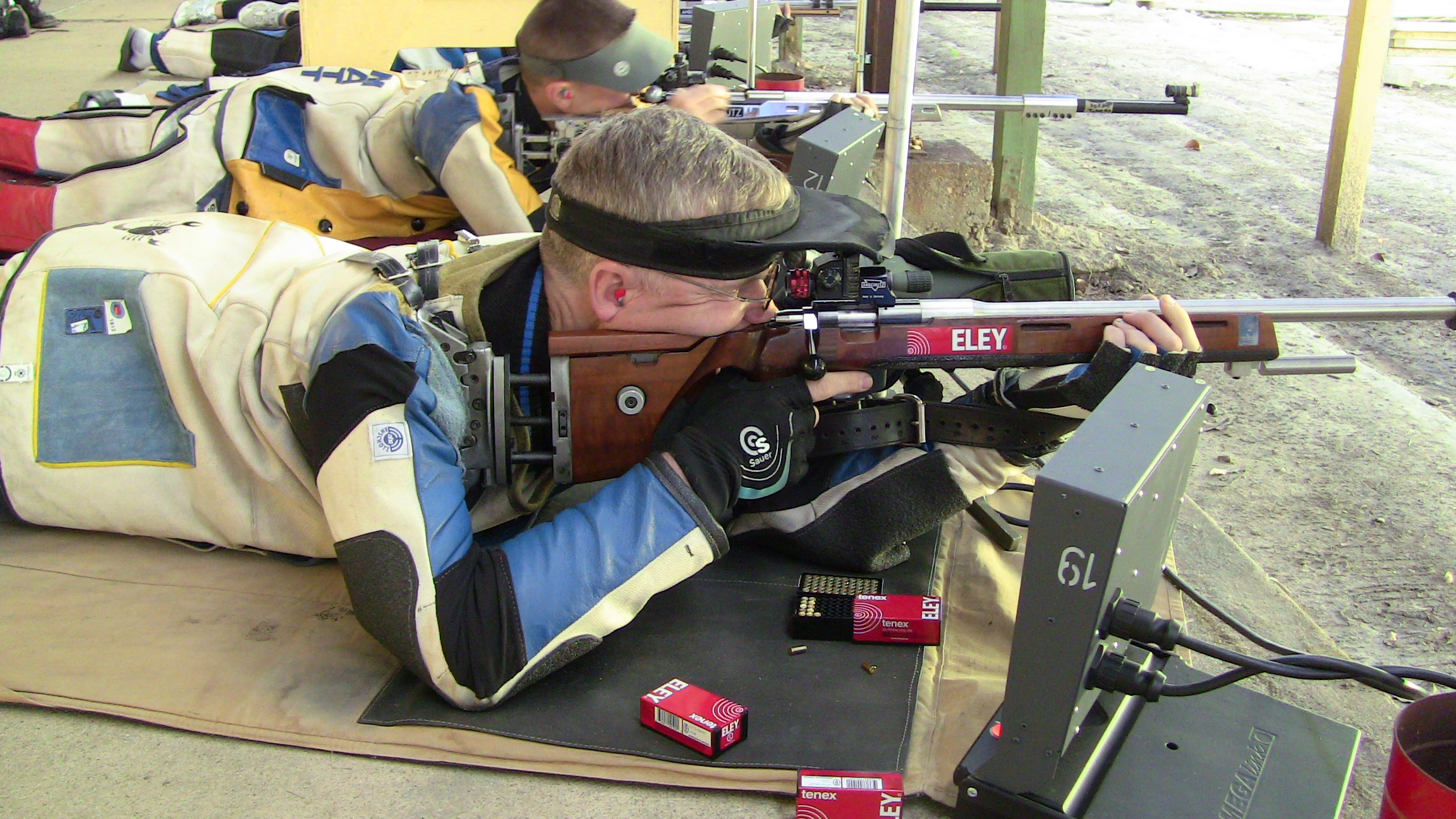
تیراندازی به صورت درازکش

تفنگ سه وضعیت ۳۰۰ متر (انگلیسی: 300 meter rifle three positions) یکی از رشته‌های فدراسیون جهانی تیراندازی است که به سه صورت درازکش، نشسته و ایستاده انجام می‌شود.
این رشته ورزشی در مسابقات جهانی و بازی‌های المپیک (۱۹۷۰–۱۹۰۰) با تفنگ خفیف کالیبر ۲۲. (۵٫۶ میلی‌متر) برگزار می‌شود.

## مجموع مدال‌ها در مسابقات جهانی
| رتبه  | کشور                | طلا | نقره | برنز | مجموع |
| 1     | سوئیس               | ۴۳  | ۲۷   | ۲۷   | ۹۷    |
| 2     | ایالات متحده آمریکا | ۲۰  | ۱۵   | ۸    | ۴۳    |
| 3     | اتحاد جماهیر شوروی  | ۹   | ۷    | ۱    | ۱۷    |
| 4     | فنلاند              | ۷   | ۱۵   | ۷    | ۲۹    |
| 5     | فرانسه              | ۶   | ۱۳   | ۱۴   | ۳۳    |
| 6     | دانمارک             | ۴   | ۱    | ۸    | ۱۳    |
| 7     | استونی              | ۴   | ۱    | ۲    | ۷     |
| 8     | نروژ                | ۲   | ۵    | ۵    | ۱۲    |
| 9     | بلژیک               | ۲   | ۳    | ۹    | ۱۴    |
| 10    | سوئد                | ۱   | ۴    | ۱۰   | ۱۵    |
| 11    | بریتانیای کبیر      | ۱   | ۱    | ۱    | ۳     |
| 12    | بلاروس              | ۱   | ۱    | ۰    | ۲     |
| 13    | جمهوری چک           | ۱   | ۰    | ۲    | ۳     |
| 14    | اسلوونی             | ۱   | ۰    | ۰    | ۱     |
| 15    | ایتالیا             | ۰   | ۶    | ۱    | ۷     |
| 16    | هلند                | ۰   | ۱    | ۲    | ۳     |
| 17    | اتریش               | ۰   | ۱    | ۱    | ۲     |
| 18    | آرژانتین            | ۰   | ۰    | ۱    | ۱     |
| 18    | چکسلواکی            | ۰   | ۰    | ۱    | ۱     |
| 18    | مجارستان            | ۰   | ۰    | ۱    | ۱     |
| مجموع | مجموع               | ۱۰۲ | ۱۰۱  | ۱۰۲  | ۳۰۵   |